# Карис Пејџ Брајант
Карис Пејџ Брајант (енгл. Karis Paige Bryant; Арлингтон, 16. јун 1985) позната је по малој улози Џени Гордон у неколико епизода друге сезоне америчке телевизијске серије Чари.

## Филмографија
- 1999. Charmed
- 1999. Universal Soldier 2: The Return
- 1996. The People Next Door
- 1995. The Unspoken Truth
- 1994. The Substitute Wife
- 1994. While Justice Sleeps
- 1990. A Killing in a Small Town